# NGC 6483
NGC 6483 (другие обозначения — ESO 102-20, FAIR 486, AM 1754-634, PGC 61233) — эллиптическая галактика (E4) в созвездии Павлин.
Этот объект входит в число перечисленных в оригинальной редакции «Нового общего каталога».